# Anomophlebia
Anomophlebia là một chi bướm đêm thuộc họ Erebidae.